# Pannaria centrifuga
Pannaria centrifuga är en lavart som beskrevs av P. M. Jørg. Pannaria centrifuga ingår i släktet Pannaria och familjen Pannariaceae.   Inga underarter finns listade i Catalogue of Life.